# Elektromos angolna

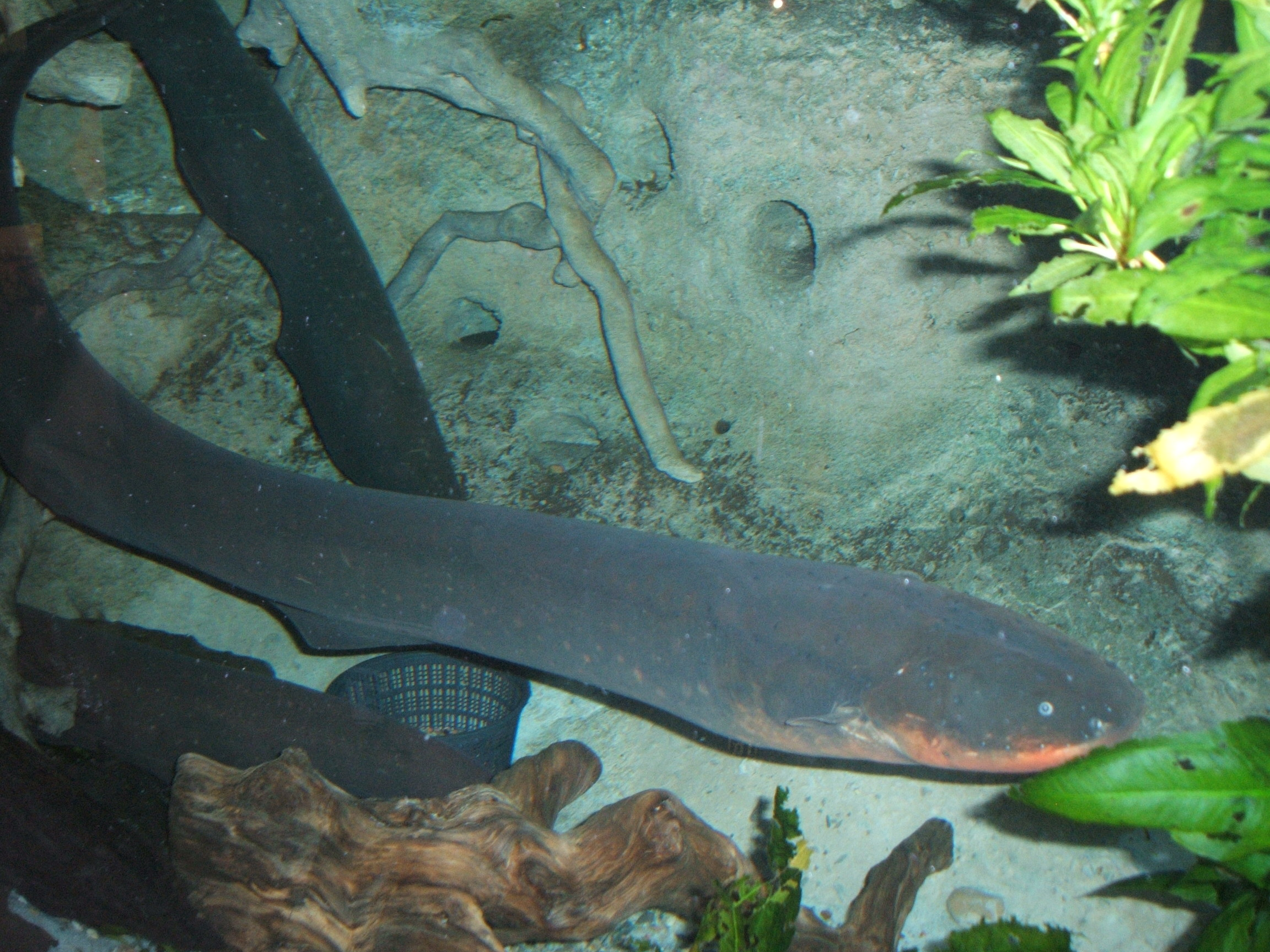

Az elektromos angolna (Electrophorus electricus) a sugarasúszójú halak (Actinopterygii) osztályába, az elektromoskéshal-alakúak (Gymnotiformes) rendjébe és az elektromoskéshal-félék (Gymnotidae) családjába tartozó Electrophorus nem egyetlen faja.
Egyes rendszertanok önálló családba, az Electrophoridae családba helyezik.

## Előfordulása
Dél-Amerika területén honos. Édesvízi faj, az Amazonas és az Orinoco folyók lakója.

## Megjelenése
Testhossza a 2,5 métert is elérheti, a testtömege akár 20 kilogramm is lehet. Kinézete az angolnára hasonlít.

## Életmódja
A vízfelszín közelében lesi áldozatát, melyet elektromos szerveivel elkábíthat, vagy meg is ölhet áramütéssel. Az elektromos halak közül a legveszélyesebb faj: akár 500 voltos feszültséget is képes előállítani, és perceken keresztül tud folyamatos áramütéseket mérni a prédájára vagy az ellenfelére. Az eddigi legnagyobb feszültséget, 860 voltot egy 120 cm-es amazonasi példányon mérték, de a feszültség mellett jelentős tényező a hal esetében az áramerősség intenzitása is. Két belső szerve közül a Hunter-szerv hatalmas áramütést hoz létre, míg a Sach-szerv csak gyenge elektromos kisülést állít elő.